# Belski Vrh
Belski Vrh je naselje v Občini Zavrč.